# اسلید ۸۰۷۴
سیارک ۸۰۷۴ (به انگلیسی: 8074 Slade، نامگذاری:1984WC2) هشت هزار و هفتاد و چهارمین سیارک کشف شده‌است که در ۲۰ نوامبر ۱۹۸۴ کشف شد.
قدر مطلق سیارک برابر ۱۳٫۲۰ است.